# Giovanni Ruggero Dalasseno
Giovanni Ruggero Dalasseno (o Giovanni Ruggero in greco Ιωάννης Ρογέριος?, conosciuto anche come Giovanni Dalasseno Ιωάννης Δαλασσηνός; fl. XI-XII secolo) era un aristocratico bizantino di origine normanna, genero dell'imperatore bizantino Giovanni II Comneno (1118-1143) e Cesare. Nel 1143 congiurò senza successo per impadronirsi del trono.

## Biografia
Giovanni Ruggero era figlio di una nobile di cui non conosciamo il nome della famiglia dei Dalasseni e di un certo Ruggero, un italo-normanno che disertò a Bisanzio durante le guerre bizantino-normanne ed entrò al servizio imperiale . Quest'ultimo era il fratello minore di un certo Raul, detto "Pelle di lupo", un normanno dell'Italia meridionale che forse faceva parte del seguito di Roberto il Guiscardo, duca normanno di Puglia, Calabria e Sicilia. Secondo gli scritti della principessa bizantina Anna Comnena, Roberto il Guiscardo inviò Raul "Pelle di lupo" a Bisanzio nel 1080 come ambasciatore per opporsi all'annullamento del fidanzamento tra Olimpiade (detta Elena), una delle figlie di Roberto il Guiscardo avute dalla seconda moglie, la principessa longobarda Sichelgaita di Salerno, e Costantino Ducas, detto "Porfirogenito", figlio dell'imperatore Michele VII Ducas. Forse per opportunismo (o tradimento?), Raul "Pelle di lupo" rimase nella capitale imperiale per mettersi al servizio dell'imperatore.
Giovanni stesso evidentemente preferì usare il cognome più prestigioso della famiglia materna, che si trova sul suo sigillo, ma gli storici, da Giovanni Cinnamo agli studiosi moderni, usano più spesso il suo patronimico normanno.
Giovanni Ruggero, ellenizzato e probabilmente cresciuto in lingua greca e grazie al suo sangue Dalasseno, Ruggero era già un parente della dinastia Comnena, e questo legame fu rafforzato quando sposò la figlia maggiore di Giovanni II, Maria Comnena, sorella gemella di Alessio Comneno, primogenito dell'imperatore e fu elevato al titolo di Cesare. La sua vita è altrimenti ignota fino al 1143, quando, alla morte di Giovanni II, complottò per usurpare il trono a Manuele I Comneno (1143-1180). Egli godeva di un certo sostegno all'interno della nobiltà, soprattutto tra i vari Normanni presenti nella capitale imperiale, tra i quali spiccava il principe di Capua in esilio, Roberto II. Sua moglie, tuttavia, fedele al fratello, denunciò la cospirazione, per cui Giovanni fu indotto con l'inganno a lasciare la capitale e fatto prigioniero.
Giovanni fu presto perdonato e ripristinato nella sua posizione, all'incirca alla morte di Maria, avvenuta nel 1146, dato che è registrato come partecipante a un sinodo nel palazzo delle Blacherne nel febbraio 1147. Nel 1152 è registrato come governatore a Strumica, nell'alta valle del fiume Vardar. Nello stesso anno fu inviato ad Antiochia come candidato imperiale per la mano della vedova di Raimondo di Antiochia e reggente del Principato d'Antiochia, Costanza. Nonostante il titolo nobiliare e l'ascendenza normanna, Costanza lo trovò troppo vecchio e poco attraente e lo respinse a favore di Rinaldo di Châtillon.
Giovanni tornò nell'Impero e si ritirò in un monastero, dove morì in una data sconosciuta (probabilmente dopo il 1166).

## Discendenza
Dal matrimonio con Maria, Giovanni ebbe quattro figli:
- Andronico Comneno (morto nel 1191), che sposò Irene Ducaina.
- Alessio Comneno.
- Anna Comnena, che sposò il generale Alessio Petralife.
- Teodora Comnena (non accertata), che sposò Giovanni Contostefano, fratello del megas doux Andronico Contostefano.